# Episodi di Misfits (serie televisiva 1985)
| Nr. Episodio | Titolo e trama | Prima TV USA     | Prima TV Italia |
| ------------ | --- | ---------------- | --------------- |
| 1            | Il Risveglio dal Ghiaccio Titolo originale: "Deep Freeze" Questo episodio pilota introduce il gruppo mentre uniscono le forze per salvare Biefneiter dalle grinfie dei militari e impedire l'uso delle sue abilità a fini bellici. La trama pone le basi per le avventure successive del team, che utilizza i propri poteri per combattere il crimine e affrontare minacce straordinarie. | 04 Ottobre 1985  | 06 Marzo 1986   |
| 2            | Da te o dai Maya? Titolo originale: "My place or Mayan?" Il team si impegna a onorare la memoria di un amico archeologo di Billy recentemente scomparso. Convinti dell'esistenza di un tesoro Maya sepolto sotto Beverly Hills, i protagonisti intraprendono una missione per dimostrarne la presenza. | 18 Ottobre 1985  | 13 Marzo 1986   |
| 3            | Indovina cosa arriva per cena? Titolo originale: "Guess What's Coming To Dinner?" Un amico del gruppo afferma di aver stabilito un contatto con alieni provenienti da Marte. Questa situazione attira l'attenzione delle autorità, che tentano di impedirgli di proseguire la comunicazione. Di conseguenza, i Misfits si trovano coinvolti in una serie di avventure per proteggere il loro amico e svelare la verità dietro questo misterioso contatto extraterrestre | 25 Ottobre 1985  | 20 Marzo 1986   |
| 4            | Il legame perduto Titolo originale: "Lost Link" Un uomo, che non ha mai lasciato la sua terra natale, riesce miracolosamente a viaggiare da un lato all'altro dell’oceano su una zattera di legno per raggiungere lo Space Shuttle in tempo. I Misfits cercano disperatamente di aiutarlo, ma lui continua ad allontanarsi da loro. | 01 Novembre 1985 | 03 Aprile 1986  |
| 5            | Alla Ricerca di Gina Titolo originale: "Sort of Looking for Gina" Johnny è affascinato da una donna che ha incontrato, Gina. Tuttavia, ogni volta che la rivede, lei scompare nel momento in cui lui distoglie lo sguardo. Nel frattempo, alcuni dei Misfits credono di aver visto un mostro nel sistema fognario, quindi decidono di scendere per indagare. Durante l’esplorazione, trovano un ragazzo privo di sensi, apparentemente a causa dell’aria irrespirabile. Allo stesso tempo, si sta organizzando una festa per l'inaugurazione di una mostra di preziosi reperti provenienti dal Titanic presso il museo. Si scopre che Gina sta lavorando con un gruppo di criminali, il cui piano è piazzare una bomba nelle fogne sotto il museo per poter rubare i reperti. I malviventi hanno saturato le fogne di gas metano per renderle inaccessibili e impedire che qualcuno interferisse con il loro piano. I Misfits riescono a sventare il furto e a impedire che il museo venga distrutto dalla bomba all'ultimo minuto. | 08 Novembre 1985 | 10 Aprile 1986  |
| 6            | Sonar... eppure così lontano Titolo originale: "Sonar... And yet so far" Il migliore amico di Eddie, amico di El, è Donald, un delfino con cui può comunicare tramite apparecchiature elettroniche. Tuttavia, quando Donald crea l'immagine di uno scheletro e di due fenicotteri in profondità sott'acqua, la situazione diventa molto pericolosa per entrambi. | 15 Novembre 1985 | 17 Aprile 1986  |
| 7            | Mucche Impazzite Titolo originale: "Steer Crazy" Un meteorite colpisce una fattoria e irradia le mucche che pascolano lì. Tutto sembra normale fino a quando le mucche vengono trasformate in hamburger e servite, inconsapevolmente, da Gloria a tre anziani, i quali sviluppano dei poteri. Poco dopo, iniziano i problemi. | 29 Novembre 1985 | 24 Aprile 1986  |
| 8            | Errore all'ultimo secondo Titolo originale: "Fumble On The One" Billy si riunisce con un vecchio amico del liceo che, attraverso Humanydine, chiede l'aiuto dei Misfits per una missione top secret. Man mano che la missione si sviluppa, emergono anche i segreti e i pericoli legati all'amico di Billy. | 6 Dicembre 1985  | 1 Maggio 1986   |
| 9            | Motori Gemelli Titolo originale: "Twin Engines" L'amico meccanico di Johnny, Lonnie, ha delle visioni e scopre di essere un gemello, separato alla nascita, di qualcuno di molto famoso. Quando Dwayne scompare, Lonnie prende il suo posto e si ritrova in grave pericolo. | 13 Dicembre 1985 | 8 Maggio 1986   |
| 10           | Grande Furto di un Coniglietto Titolo originale: "Grand Theft Bunny" Quando una collega scienziata della dottoressa Hayes ruba un coniglio da un laboratorio di sperimentazione in cui si è introdotta, i Misfits devono affrontare una corsa contro il tempo per fermare la diffusione di una nuova e letale epidemia. | 27 Dicembre 1985 | 15 Maggio 1986  |
| 11           | Grande Illusione Titolo originale: "Grand Elusion" I Misfits aiutano la figlia di un collega scienziato a disertare mentre lei e suo padre visitano l'America come parte di una squadra russa di ginnaste. | 10 Gennaio 1986  | 22 Maggio 1986  |
| 12           | C'era una Notte Titolo originale: "Once Upon a Night" L'amica di penna di Gloria, Jaye, dopo aver rubato un braccialetto, viene presa di mira da alcuni aggressori sconosciuti. Durante l'inseguimento, Gloria viene rapita, Billy ed El vengono arrestati, mentre Jaye riesce a fuggire insieme a Johnny. | 17 Gennaio 1986  | 29 Maggio 1986  |
| 13           | Centro dell'Attenzione Titolo originale: "Center of Attention" I Misfits si ritrovano nuovamente coinvolti nel mondo del gioco d'azzardo quando scoprono un complotto dell'allenatore di una squadra di basket, che scommette sulla sconfitta della propria squadra mentre i suoi giocatori perdono apposta le partite. | 31 Gennaio 1986  |                 |
| 14           | Contro Tutti gli Oz Titolo originale: "Against All Oz" Quando Billy tenta di battere il record mondiale di veglia senza dormire, inizia ad avere allucinazioni riguardanti le sue avventure passate. Si ritrova in una realtà alternativa in cui tutti i suoi amici hanno personalità e lavori completamente diversi. | 07 Febbraio 1986 |                 |
| 15           | L'angelo vendicaore Titolo originale: "The avenging Angel" Il simpatico perdente Mort crede di essere un lottatore quando Gloria lo aiuta a salvare una coppia di anziani da un'aggressione. Purtroppo, si tratta di un racket di protezione controllato dalla mafia, rendendo la situazione pericolosa sia per Mort che per Gloria. | 21 Febbraio 1986 |                 |
| 16           | I tre giorni del frullatore Titolo originale: "Three Days of the Blender" Billy Hayes viene arrestato con l'accusa di tradimento quando viene trovato in possesso di un frullatore che contiene un chip informatico top-secret per la difesa. | 16 Maggio 1986   |                 |